# Argynnis argyrorrhytes
Argynnis argyrorrhytes är en fjärilsart som beskrevs av Alphéraky 1908. Argynnis argyrorrhytes ingår i släktet Argynnis och familjen praktfjärilar. Inga underarter finns listade i Catalogue of Life.